# Vanishing Time
Pour plus de détails, voir Fiche technique et Distribution.
Vanishing Time ou Vanishing Time: A Boy Who Returned (hangeul : 택시 가려진 시간 ; RR : Galyeojin sigan, littéralement « Temps occulté ») est un film sud-coréen réalisé par Eom Tae-hwa, sorti en 2016.

## Synopsis
Soo-rin, quatorze ans, vient de perdre sa mère, et c’est pour cette raison qu’elle accompagne son beau-père sur une île. Elle s’y fait ami avec l’orphelin Seong-min qui vit dans un monde où répandent mystères et phénomènes étranges. Un jour, ils partent avec deux autres garçons dans la forêt où a lieu une explosion prévue pour l’installation d’un tunnel : tout va bousculer leur existence au moment où ils découvrent un objet dans une grotte…

## Fiche technique
source : Kmdb et Hancinema
- Titre original : 택시 가려진 시간
- Titre international : Vanishing Time: A Boy Who Returned
- Réalisation : Eom Tae-hwa
- Scénario : Eom Tae-hwa et Jo Seul-yeah
- Décors : Cho Hwa-seong
- Costumes : Yeon Mi-ra
- Photographie : Go Nak-seon
- Montage : Kim Chang-ju
- Musique :  Dalparan
- Production : Park A-hyoung
- Société de production : Barunson E&A Corp.
- Société de distribution : Showbox
- Pays de production :  Corée du Sud
- Langue originale : coréen
- Format : couleur
- Genre : drame fantastique
- Durée : 129 minutes
- Date de sortie :
  - Corée du Sud : 16 novembre 2016
  - France : 27 octobre 2017[1] (Festival du film coréen à Paris)

## Distribution
- Kang Dong-won : Seong-min
  - Lee Hyo-je : Seong-min, jeune
- Shin Eun-soo : Soo-rin
- Kim Hee-won : Do-gyoon
- Kwon Hae-hyo : Baek-ki
- Uhm Tae-goo : Tae-shik
  - Kim Dan-yool : Tae-shik, jeune
- Jung Woo-jin : Jae-wook
- Park Jong-hwan : Jin-seong
- Park Jin-woo : le père de Tae-shik
- Park Seong-yeon : la mère de Tae-shik
- Kim Tae-han : le père de Jae-wook
- Kim Jung-young : la mère de Jae-wook
- Kim Hak-seon : Park, le chef de section
- Seo Joo-hee : la directrice de l'orphelinat
- Ahn Ji-ho : Sang-cheol
- Ahn Sang-woo : le père de Sang-cheol
- Ok Jae-sub : le grand-père de Tae-shik
- Choi Won-jung : la mère de Soo-rin
- Moon So-ri : Dr Min (caméo)
- Park Ji-hoo : Soo-rin

## Distinctions

### Récompenses
- Korea Top Star Awards 2016 : prix de vedette populaire pour Shin Eun-soo
- Festival international du film asiatique de New York 2017 : prix de vedette asiatique pour Kang Dong-won
- Grand Bell Awards 2017 :
  - Meilleur réalisateur révélé pour Eom Tae-hwa
  - Meilleure musique pour Dalparan
- Festival du film coréen à Paris 2017 — sélection « Paysages » : prix du Public

### Nominations
- Chunsa Film Art Awards 2017 : meilleure actrice révélée pour Shin Eun-soo
- Grand Bell Awards 2017 :
  - Meilleure actrice révélée pour Shin Eun-soo
  - Meilleur scénario pour Eom Tae-hwa